# Pepperoni

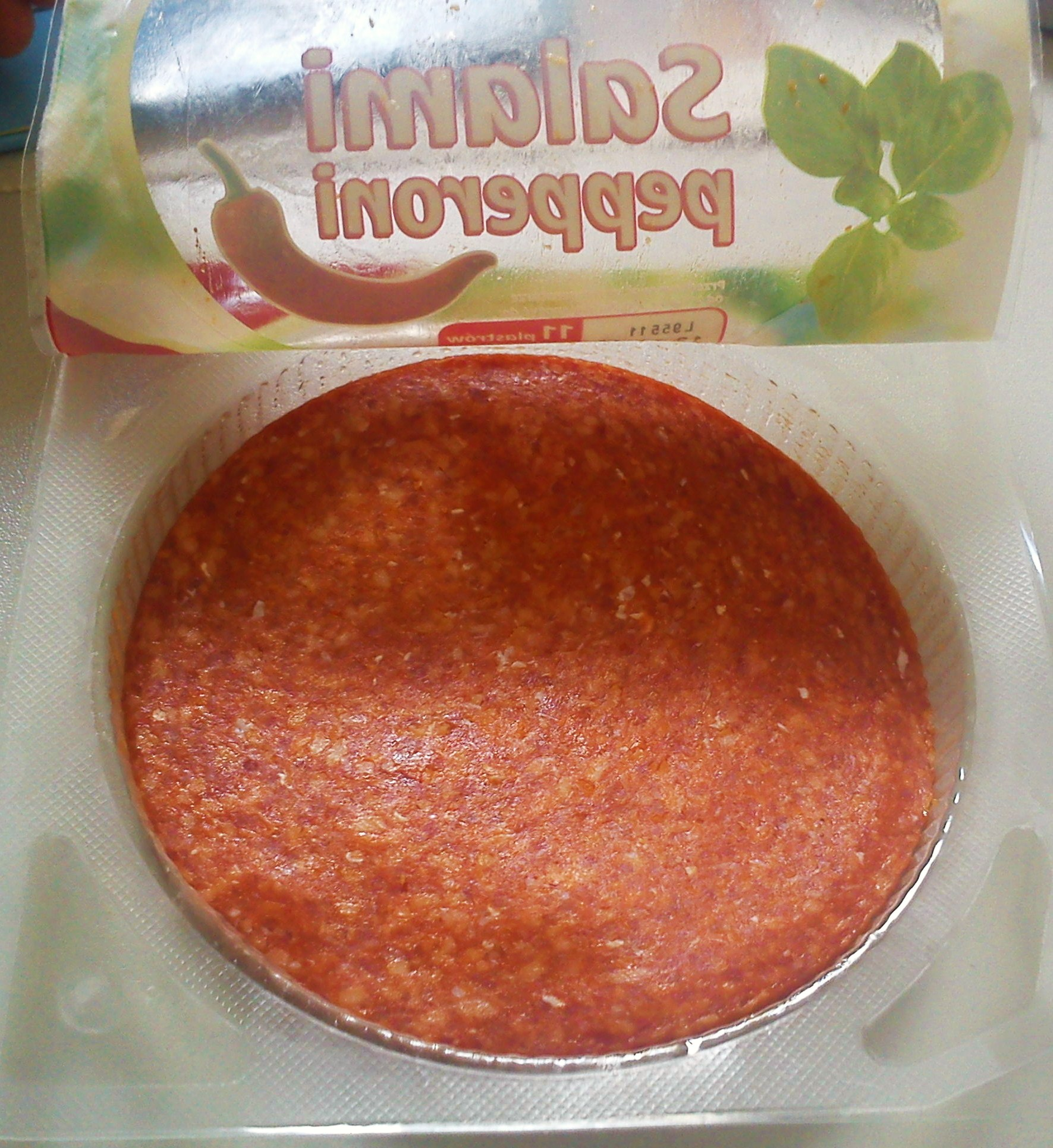
Paczkowane pepperoni

Pepperoni, peperoni – kiełbasa pochodzenia włoskiego o ostrym smaku (nazwa wywodzi się od papryki), zbliżona do salami. 
Oryginalnie wieprzowo-wołowa z dodatkiem podrobów, suszona na świeżym powietrzu (ewentualnie wędzona w stosunkowo niskiej temperaturze), dojrzewająca przez sześć do dziesięciu miesięcy. Rozpowszechniona w kuchni amerykańskiej.

## Produkcja przemysłowa
Wędliny podobnego rodzaju znane były już w czasach rzymskich, a włoskie metody ich wyrobu nie zmieniały się w sposób istotny z upływem czasu. Znaczne zmiany w metodzie produkcji, a także składnikach, zaszły natomiast w Stanach Zjednoczonych, gdzie pepperoni wprowadzili imigranci włoscy i gdzie następnie opracowano przemysłowe metody produkcji (na początku XX wieku, zwłaszcza w przedsiębiorstwie Armour and Company). Dotyczyły one m.in. metody schładzania i kontroli wilgotności, dzięki którym możliwa stała się produkcja pepperoni przez cały rok (we Włoszech tradycyjnie wyrabia się je tylko na przełomie jesieni i zimy). W produkcji przemysłowej wprowadzono także dodatek kultur bakterii fermentacji mlekowej, wskutek czego możliwe było uzyskiwanie zbliżonego smaku bez długotrwałego dojrzewania, przy ograniczeniu czasu produkcji z kilku miesięcy do kilku dni czy nawet godzin. Szeroko stosowane są także dodatki pszeniczne i sojowe.

## W kuchni amerykańskiej
W kuchni amerykańskiej rzadko spożywana jest osobno, przeważnie jako dodatek do pizzy, składnik nadzienia do calzone lub sosów do makaronu. Zapewne jest jedyną odmianą salami spożywaną na ciepło. Już na początku XX wieku połączenie pepperoni i sera było najpopularniejszym zestawem dodatków do pizzy w pizzeriach Nowego Jorku; współcześnie też jest to częste zestawienie. Pepperoni produkowane masowo w Stanach Zjednoczonych różni się jednak znacząco od oryginalnych wyrobów włoskich.